# Caphornia nelidae
Caphornia nelidae là một loài bướm đêm trong họ Noctuidae.